# Bryan Hextall junior
Bryan Lee Hextall junior (* 23. Mai 1941 in Winnipeg, Manitoba) ist ein ehemaliger kanadischer Eishockeyspieler, der während seiner aktiven Karriere zwischen 1962 und 1978 unter anderem 567 Spiele für die New York Rangers, Pittsburgh Penguins, Atlanta Flames, Detroit Red Wings und Minnesota North Stars in der National Hockey League auf der Position des Centers bestritten hat.

## Karriere
Hextall kam – obgleich sein gleichnamiger Vater zu den besten Spielern der National Hockey League in den 1940er-Jahren gehörte – erst spät zum Eishockeysport. Nachdem er zwischen 1958 und 1961 in der Manitoba Junior Hockey League gespielt hatte, kam er zur Saison 1961/62 zu den Kitchener-Waterloo Beavers in die Eastern Professional Hockey League. Dort machte er die New York Rangers aus der NHL auf sich aufmerksam, die ihn für die folgende Spielzeit verpflichteten. Nach 21 Spielen in der Saison 1962/63 schoben sie den Stürmer aber in die American Hockey League ab, wo er bis zum Sommer 1965 für die Baltimore Clippers spielte.
Anschließend zog es Hextall für zwei Jahre zu den Vancouver Canucks in der Western Hockey League. Da seine NHL-Spielrechte aber weiterhin bei den New York Rangers lagen, wurde er im NHL Expansion Draft 1967 von den California Seals ausgewählt. Diese transferierten ihn aber noch vor dem Start der Saison 1967/68 mit Jean-Paul Parisé zu den Toronto Maple Leafs, die sich im Gegenzug die Dienste von Gerry Ehman sicherten. Ebenso so wenig wie für die Seals kam Hextall auch nicht bei den Maple Leafs in der NHL zum Zug. Sie schickten ihn nach dem Transfergeschäft umgehend zu den Rochester Americans in die AHL, mit denen er den Calder Cup gewann. Da die Rochester Americans vor Beginn der folgenden Spielzeit von den Vancouver Canucks gekauft wurden, kehrte Hextall zwangsläufig zu dem Team zurück, für das er vor dem Expansion Draft zwei Jahre aktiv war. Nach einem dritten Jahr dort in der WHL transferierten sie den Angreifer vor der Saison 1969/70 im Tausch für Paul Andrea und John Arbour zu den Pittsburgh Penguins in die NHL, um sich weiterhin die Leihe von Andy Bathgate leisten konnten.
Bei den Penguins schaffte Hextall endlich den Durchbruch in der NHL und spielte bis zum Januar 1974 für das Franchise, ehe er über den Waiver zu den Atlanta Flames gelangte. In der Folge wurde Hextall noch zweimal transferiert und gelangte so zunächst im Juni 1975 im Tausch für Dave Kryskow zu den Detroit Red Wings und nach nur einem halben Jahr dort im Tausch für Rick Chinnick zu den Minnesota North Stars. Nach der Saison 1975/76 beendete er seine Karriere.

## Erfolge und Auszeichnungen
- 1968 Calder-Cup-Gewinn mit den Rochester Americans
- 1969 Lester-Patrick-Cup-Gewinn mit den Vancouver Canucks

## Familie
Hextalls Vater Bryan Hextall senior war ebenfalls professioneller Eishockeyspieler und zu Beginn der 1940er-Jahre einer der besten Spieler der National Hockey League. Er wurde 1969 mit der Aufnahme in die Hockey Hall of Fame geehrt. Neben Bryan junior war auch sein zwei Jahre jüngerer Bruder Dennis Hextall in der NHL aktiv.
Sein Sohn Ron Hextall machte sich einen Namen als Eishockeytorwart und gehörte in den 1990er-Jahren zu den besten seines Fachs. Auch Hextalls Enkel Brett Hextall war für kurze Zeit im Eishockeysport aktiv und wurde im NHL Entry Draft 2008 ausgewählt. Bis zu seinem Karriereende im Jahr 2015 spielte er aber nie in der NHL.